# Dansk Socialistisk Parti
Dansk Socialistisk Parti (DSP) var ett danskt politiskt parti, som ursprungligen grundades 1932 under namnet National Socialistisk Parti. Partiledare var den tidigare ordföranden för DNSAP:s lokalavdelning Köpenhamn, Wilfred Petersen.
Under sin existens genomförde partiet en lång rad politiska provokationer och våldsamma attacker på motståndare, som i några fall ledde till att partimedlemmar dömdes till fängelse. DSP låg bland annat bakom ett bombattentat mot den socialdemokratiske försvarsministern Alsing Andersens villa på Grøndalsvænge Allé i Vanløse den 20 maj 1937. Partiet samarbetade med ockupationsmakten under den tyska ockupationen av Danmark från 1940 och lämnade bland annat information om DNSAP till Tyskland.
Wilfred Petersen tog 1941 initiativ till grundandet Dansk Folkeparti, som en sammanslutning av en rad mindre partier och grupperingar. I och med detta upphörde DSP.

### Översättning
Den här artikeln är helt eller delvis baserad på material från danskspråkiga Wikipedia.